# Scotorythra paratactis
Scotorythra paratactis (tên tiếng Anh: Hawaiian Hopseed Looper Moth) là một loài bướm đêm thuộc họ Geometridae. Đây là loài đặc hữu của hòn đảo Oahu ở Hawaii. 
Ấu trùng ăn Dodonaea viscosa.